# Мерчисон (гора)
Мерчисон (англ. Mount Murchison) — масивна гора в Антарктиді, друга за висотою вершина хребта Альпіністів, що розташований у Трансантарктичних горах. Її висота становить 3501 м над рівнем моря.

## Географія
Гора Мерчисон розташована у Східній Антарктиді, в північно-східній області Землі Вікторії, в південно-східній частині хребта Альпіністів, який є складовою частиною Трансантарктичних гір. Вершина розташована за 45,6 км на південь — південний схід, від найближчої вищої гори Супернал (3655 м), яка є найвищою у хребті Альпіністів, та за 61 км на схід — південний схід від найвищого, згаслого вулкана Землі Вікторії — Оверлорд (3396 м). Вона становить собою доволі великий, довгастий гірський масив із кількома вершинами, найвища із яких має висоту 3501 метр над рівнем моря, і відносну висоту 1927 м. Масив на південному заході межує із льодовиком Фіцджеральд, який приймає невеликі льодовики, що сповзають із західних та південно-західних схилів гори і «впадає» в затоку Леді Ньюнс (море Росса). На півночі розташований льодовик Меандр, який приймає невеликі льодовики, що сповзають із північних та північно-східних схилів масиву, та впадає у льодовик Марінер. Зі східних схилів масиву сповзає середніх розмірів льодовик Вільде та впадає у затоку Леді Ньюнс. Деякі джерела не відносять гору Супернал до хребта Альпіністів, тому гора Мерчисон, за цими даними, вважається найвищою вершиною хребта.

## Відкриття та дослідження
Гора була відкрита у 1841 році англійською антарктичною експедицією капітана Джеймса Росса, який у 1839—1843 роках на кораблях «Еребус» та «Террор» зробив найбільше для того часу дослідження Антарктики. Росс назвав гору на честь сера Родеріка Імпі Мерчисона, відомого шотландського геолога та мандрівника, члена «Лондонського геологічного товариства», секретаря Британської наукової асоціації.
Згодом досліджувалась у складі хребта Альпіністів кількома британськими та американських експедиціями. Точне нанесення на мапу було зроблене в процесі аерофотозйомки ВМС США та обстеження на місцевості новозеландською і американською дослідними партіями в 1950-х та 1960-х роках.